# Börje Stålhammar
Börje Emanuel Stålhammar, född 21 april 1942, är en svensk musikvetare och professor emeritus i musikvetenskap vid Musikhögskolan, Örebro universitet. 
Stålhammars huvudsakliga forskningsinriktning är musik och identitet, den konstnärliga gestaltningsprocessen samt musikpedagogisk forskningsteori och forskningsmetodik. Han har varit ansvarig för forskarutbildningen vid Musikhögskolan i Örebro där ett antal forskningsprojekt drivs med såväl musikpedagogisk som konstnärlig inriktning. Han disputerade vid Göteborgs universitet 1995 med avhandlingen Samspel. Grundskola–musikskola i samverkan. 
Stålhammar skriver krönikor i Jönköpings-Posten om musik och kultur.